# Vladimír Padrůněk
Vladimír Padrůněk (17. února 1952 Praha – 30. srpna 1991 Praha) byl český rockový a jazzrockový baskytarista. Je znám ze svého působení ve skupinách Jazz Q, Energit, Etc…, Abraxas a dalších.

## Život
Na baskytaru začal hrát ve svých čtrnácti letech. Před tím absolvoval 1. cyklus lidové školy umění na housle. Jeho první významnější angažmá bylo působení ve skupině Exit v letech 1969–1970. Tam se poprvé setkal s Lubošem Andrštem a Slávkem Jandou.
Obrovský vzestup zažil začátkem 70. let. Svou hrou se prosadil v jazzrockové skupině Jazz Q, kterou vedl hudebník Martin Kratochvíl. S Jazz Q natočil v roce 1973 hned dvě alba – Pozorovatelna a Symbiosis. Zároveň byl s Lubošem Andrštem spoluautorem skladeb „Trifid“ a „Pori 72“. Jazz Q se začal prosazovat i v zahraničí. Kvůli minulosti svého otce, který se angažoval proti okupaci Československa v roce 1968, měl zakázáno cestovat do kapitalistické ciziny. Při každém turné skupiny na Západ musel být nahrazen.
Další důležitou etapou jeho hudební kariéry byla skupina Energit. Zde se, mimo jiné, podruhé setkal s Lubošem Andrštem. Spoluhráči Šedivý a Khunt skončili v emigraci a proto se v roce 1974 spojil s Vladimírem Mišíkem, se kterým založil skupinu Etc…. Ta v roce 1976 vydala své první album, v letech 1975 až 1977 dosáhl Padrůněk svého hráčského vrcholu, od roku 1976 také díky spolupráci s kytaristou Jiřím Jelínkem. Vedle toho se zúčastnil i několika dalších projektů (např. první album Oty Petřiny). V roce 1978 opustil Etc… a vrátil se zpět do Jazz Q.
Jedním z významných počinů tohoto basisty se ještě stalo album Jazz Q s názvem Hodokvas. Začátkem 80. let začalo nejtěžší období Padrůňkova života. K jeho neustálým problémům s komunistickým režimem se připojily i zdravotní problémy. Objevilo se podezření na roztroušenou sklerózu. Tyto špatné zprávy se snažil potlačit alkoholem.
Na jaře 1981 krátce působil ve skupině Abraxas Slávka Jandy. Jeho zdravotní stav se ale prudce zhoršoval a na další tři roky se umělecky odmlčel zcela. Namísto toho se stal tragickou figurkou pražských restaurací. V roce 1985 svitla nová naděje. Působil ve skupině Moby Dick (od roku 1986 Dux). V roce 1988 se ale stáhl z hudebního světa definitivně. Jeho nahrávky s Duxem jsou zachyceny na desce In memoriam Vladimíra Padrůňka (1992).
V srpnu 1991 zemřel.